# Тишкевичі

Традиційний герб Тишкевичів — Леліва ІІ, відміна звичайного гербу Леліва.

Графський герб Тишкевичів.

Тишке́вичі гербу Леліва (біл. Тышкевічы; пол. Tyszkiewiczowie) — руський боярський та шляхетський рід у Великому князівстві Литовському й Речі Посполитій. Походить з Русі, від боярина Каленика Мишковича. Останній на початку 15 століття отримав від волинського князя Свидригайла землі на Київщині. Прізвище походить від боярського сина Тимофія (Тишки), засновника роду. В 16 столітті його нащадки отримали маєтності в Литві. У 1569 році син Тимофія Василь отримав графський титул. Володіли містечками Логойськ, Бердичів, Біржи.

## Представники

### Тишкевичі на Логойську
- Василь Тишкевич (1492 — 13 серпня 1571) — воєвода підляський та смоленський, граф.
  - Юрій Тишкевич (? — 1576) — син Василя. Берестейський воєвода.
    - Ян-Остафій Тишкевич (1571–1631) — син Юрія. Воєвода мстиславський і берестейський.
      - Юрій Тишкевич (1596–1656) — єпископ віленський.
      - Кшиштоф Тишкевич (1616–1666) — чернігівський воєвода.

    - Тишкевич Петро (1571–1631) — мінський каштелян, воєвода, староста.
      - Казимир Тишкевич (?—1652) — підстолій, стольник, підчаший, крайчий великий литовський, староста чечерський та дудський, граф на Логойську та Бердичеві.

  - Остафій Тишкевич (? — 1590) — син Василя, смоленський каштелян.
  - Федір (Теодор)
    - Януш Тишкевич — воєвода та генеральний староста київського краю. Володів м. Бердичів в першій половині XVII століття

### Скумін-Тишкевичі
Частина роду Тишкевичів прийняла в XVI столітті прізвисько Скумін. З цієї гілки:
- Скумін (Іван) Тишкевич — староста чорнобильський[1]
  - Дмитро (†1609) — київський підкоморій
  - Федір Скумін-Тишкевіч (†1618), білоруський магнат, меценат.
- Людовік Скумін-Тишкевич (помер в 1808 р.), одружений з сестрою останнього польського короля княжною Констанцією Понятовською, був гетьманом польовим (1780), підскарбієм великим (1791) та маршалом великим (1793) литовським. З його смертю гілка Скумін-Тишкевичів припинила своє існування. Рід графів Тишкевичів занесений в V частину книг родоводу Віленської, Київської та Мінської губерній.

### Інші представники
- Юрій Тишкевич (?—1656) — посол у Римі (1638), потім єпископ віленський;
- Антоній (?—1762) — єпископ жмудський.
- Костянтин Пієвич Тишкевич (1806–1868) — відомий польський археолог, письменник з історії, археології, географії та етнографії; його брат Евстафій — засновник віленського археологічного музею.
- Михайло Тишкевич (1857–1930) — граф, український громадський і політичний діяч, посол УНР у Ватикані.
- Беата Тишкевич (нар. 1938) — польська кіноакторка.

## Маєтки
Тишкевичі мали численні земельні володіння на території сучасних Білорусі, Литви й України. Збереглися їх міські резиденції, переважно витримані в стилі класицизму, у Варшаві, Кракові та Вільнюсі. Заміські палаци були зведені Тишкевичами в Логойську (зруйнований під час другої світової війни), Біржах, Лентварисі, Паланзі та Троках. В Україні, в селі Спичинці, залишився Палац Тишкевичів XIX століття, який називають «замок французької Луари».

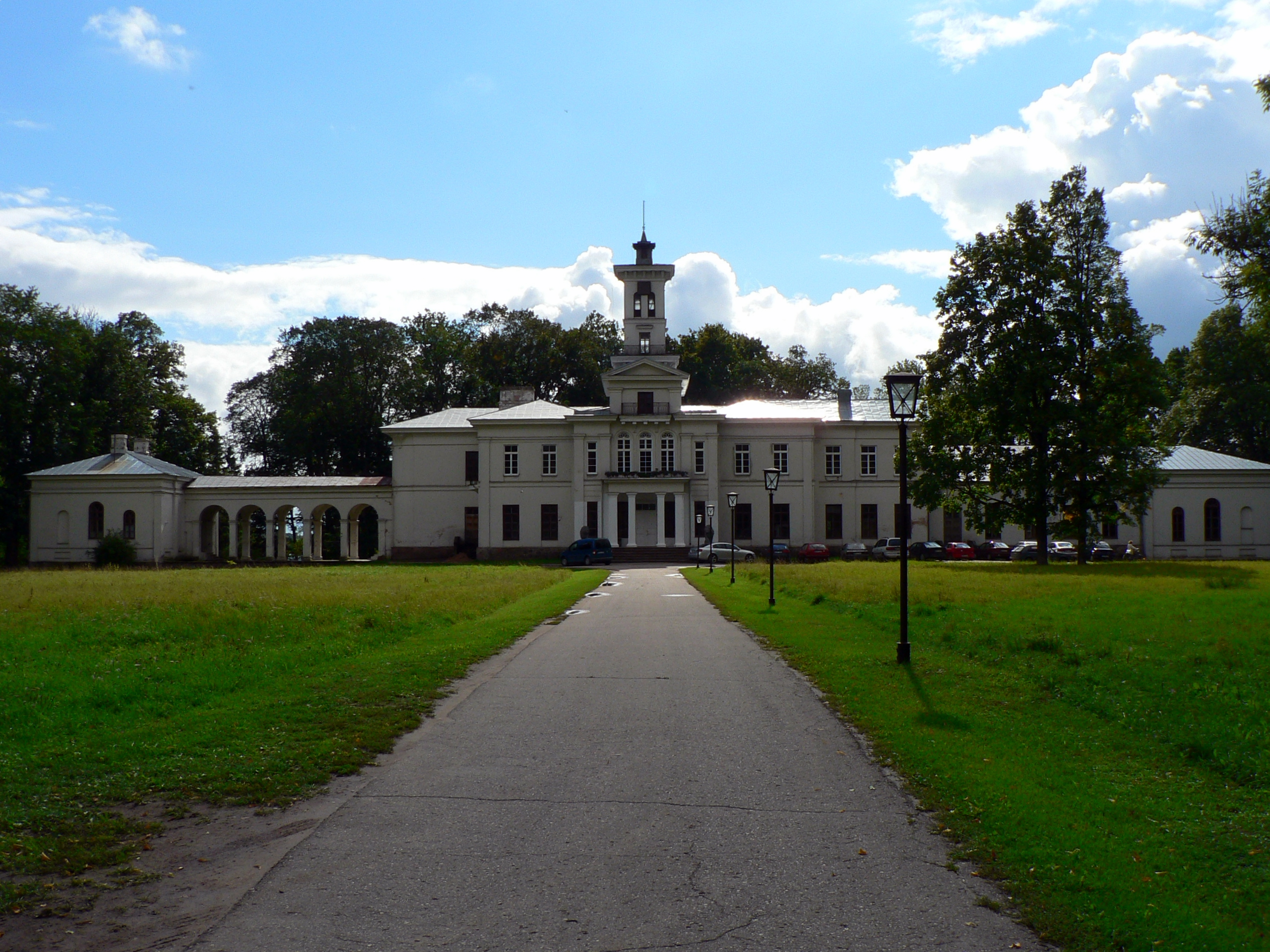
Біржай
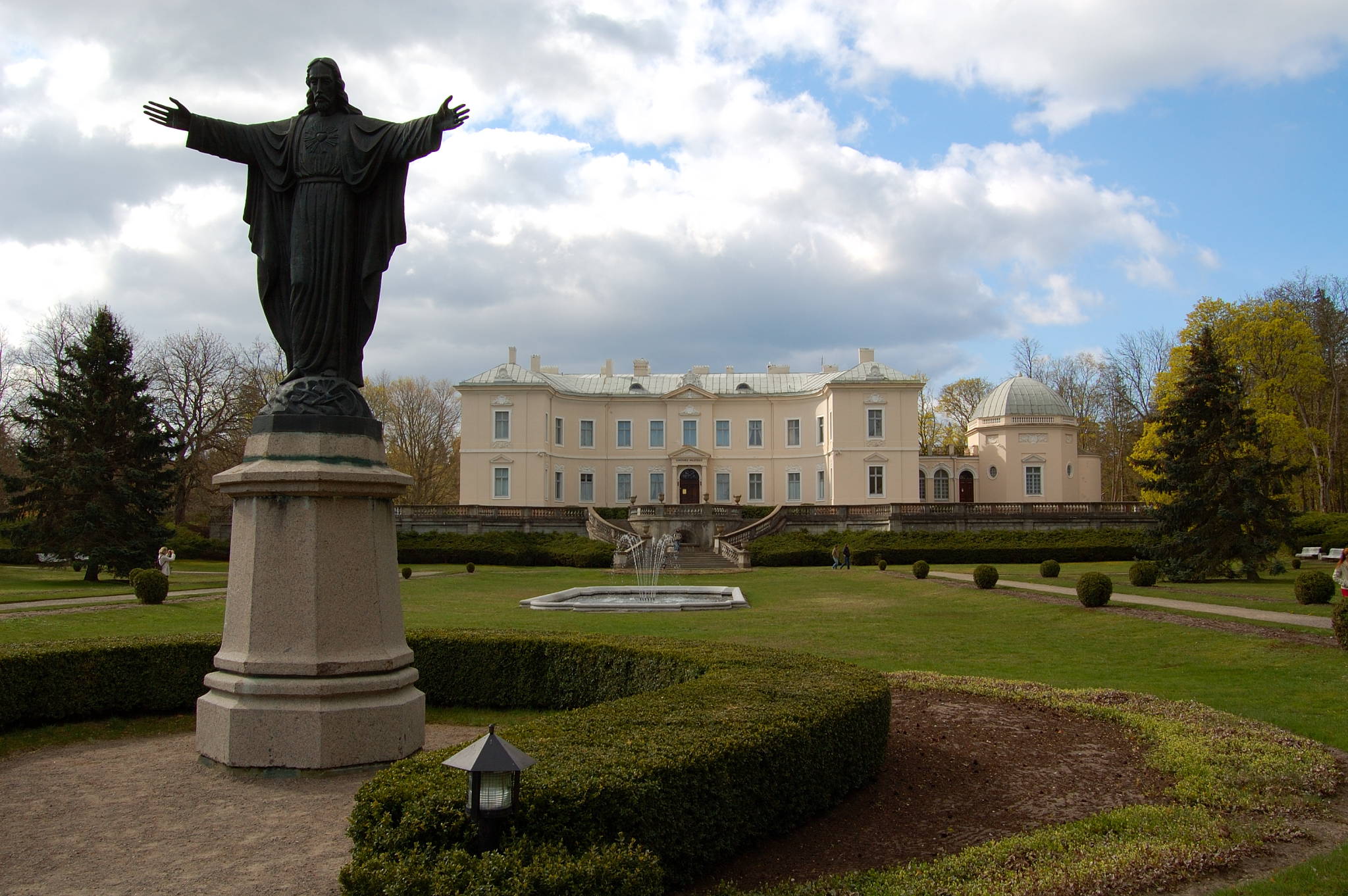
Паланга
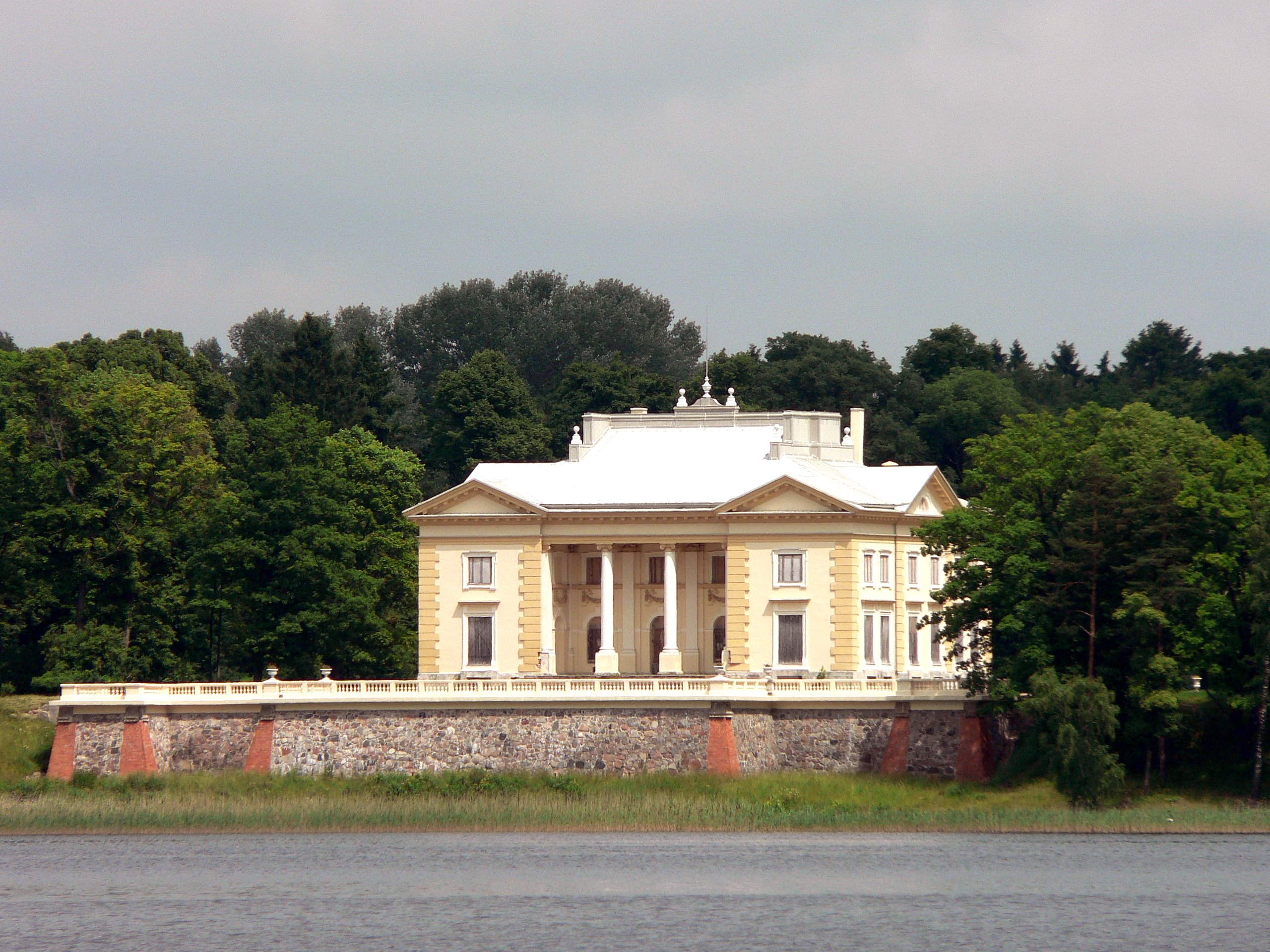
Тракай
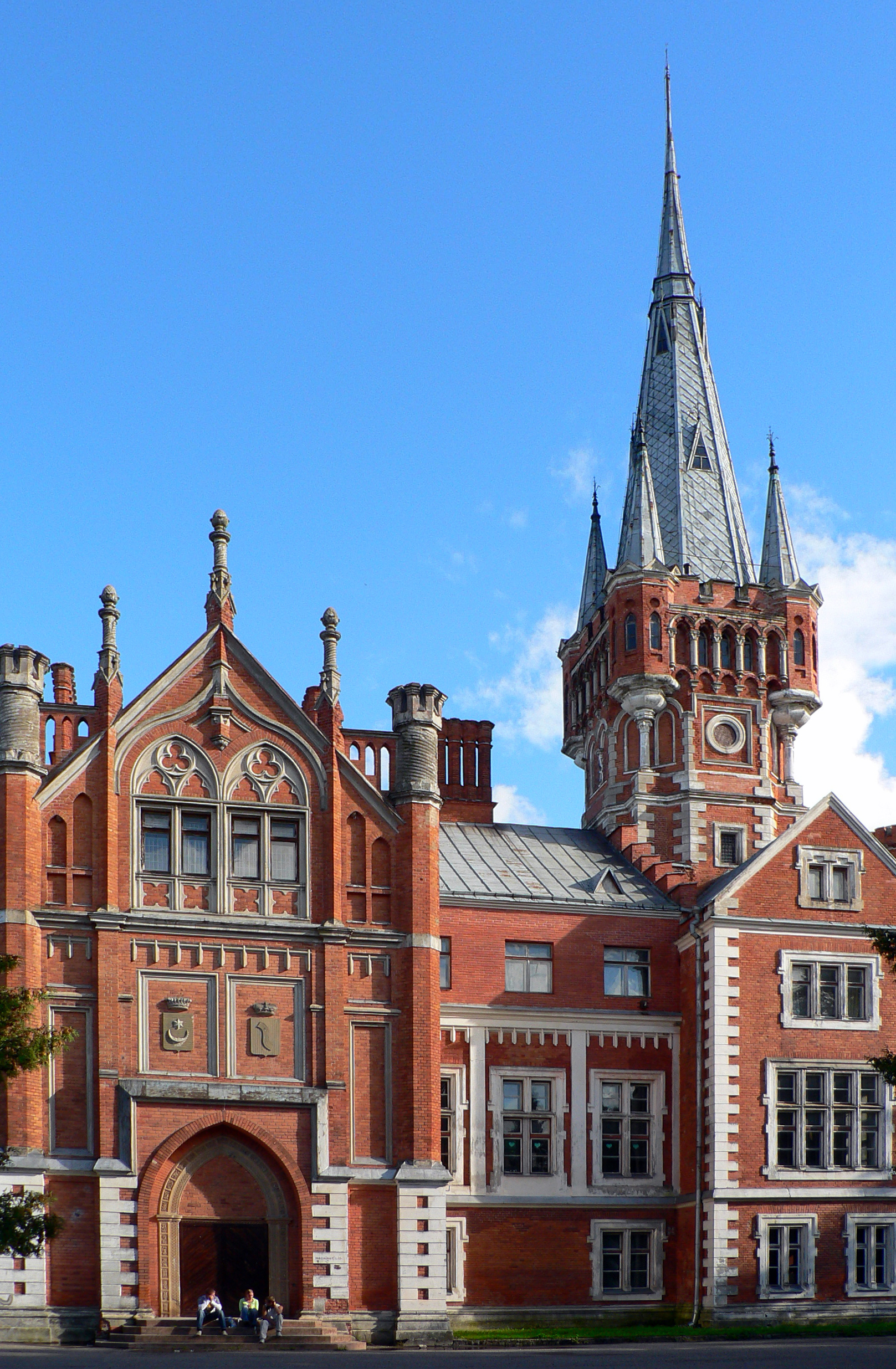
Лентварис
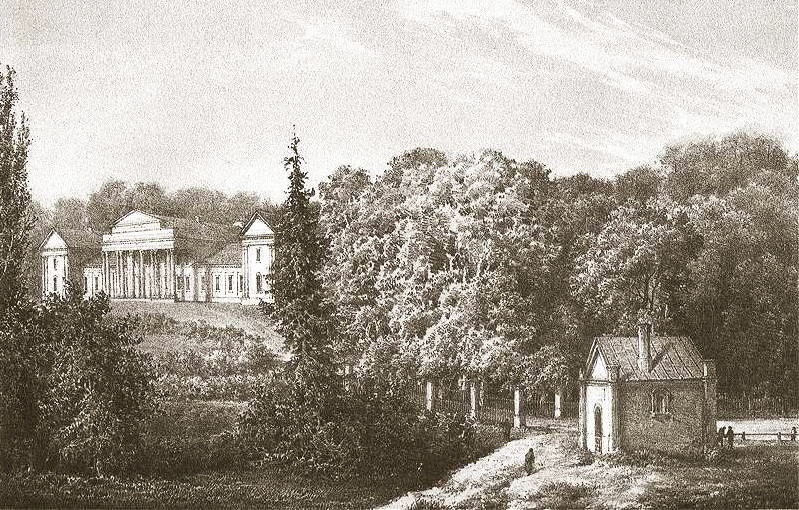
Логойськ